# MD Elektronik
Die MD Elektronik GmbH (Eigenschreibweise: MD ELEKTRONIK GmbH) ist ein deutscher Automobilzulieferer mit Hauptsitz im oberbayerischen Waldkraiburg. Das 1974 gegründete Unternehmen fertigt Lösungen zur Datenübertragung in Fahrzeugen und beliefert Automobilhersteller und Systemlieferanten weltweit.

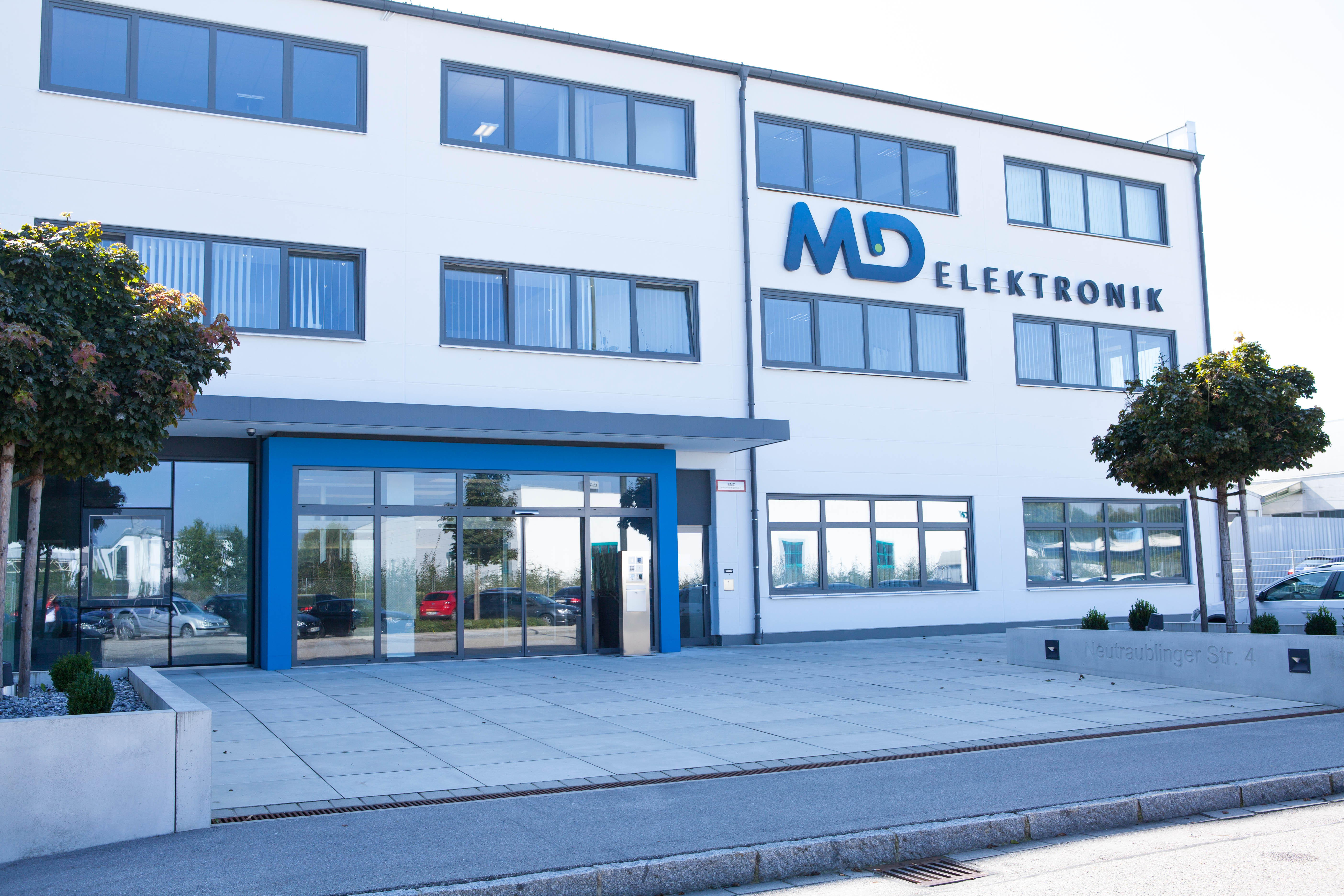
Unternehmenszentrale in Waldkraiburg

## Geschichte
Im April 1974 wurde die MD Elektronik GmbH unter dem Namen G.Merx Elektrotechnik in Buchbach gegründet. Zu Beginn fertigten 20 Mitarbeiter Verstärker und Mischpulte für die Musikbranche und belieferten Industrieunternehmen mit elektronischen Schaltungen und Kabelbaugruppen.
1980 folgte der Umzug von Buchbach auf das Industriegelände in Waldkraiburg, dem heutigen Hauptsitz des Unternehmens. Mit der Übernahme durch die Dr. Johannes Heidenhain GmbH wurde das Unternehmen 1989 in MD Elektronik GmbH umbenannt.
1993 expandierte die MD Elektronik GmbH und gründete die MD Elmont spol. s.r.o. im tschechischen Chotěšov. Im Jahr 1994 produzierte MD erstmals Komponenten für die Automobilindustrie. Erster Auftrag war die Fertigung von Autotelefonleitungen.
Im Jahr 2000 eröffnete MD Elektronik in der Unternehmenszentrale ein firmeneigenes Prüflabor. 2005 gründete MD Elektronik die MD (Beijing) Electronics Co., Ltd. und eröffnete einen Vertriebs- und Produktionsstandort in Peking, China. Im Jahr 2009 nahm MD seine erste Produktionsstätte in den Vereinigten Staaten in Betrieb und gründete die MD Electronics Corporation in Jamestown im Bundesstaat New York.
Seit 2011 fokussiert sich die MD Gruppe ausschließlich auf das Automotive-Segment. Im Zuge dessen wurde die Unternehmenszentrale umstrukturiert und das Produktionsnetzwerk in Tschechien mit einem Logistikzentrum im nahegelegenen Pilsen erweitert. Seit 2012 ist MD Mitglied der OPEN Alliance.
2014 wurde das firmeneigene Prüflabor von der deutschen Akkreditierungsstelle (DAkkS) zertifiziert. Seitdem entspricht das MD Prüflabor einer offiziellen Zertifizierungs- und Prüfungsinstitution.
2016 eröffnete MD Elektronik die MD Elektronik de México S. de R.L. de C.V im mexikanischen León. Produktionsstart war im Juni 2016. Daneben eröffnete MD Elektronik Vertriebsniederlassungen in Changchun, Shanghai und im Großraum Detroit.
2018 wurde in Waldkraiburg ein neues Technikzentrum in Betrieb genommen, welches der Entwicklung und Produktion eigener Anlagen und Werkzeuge dient. 2020 eröffnete MD zwei neue Werke. Eines in Vratsa (Bulgarien) und eines in Changzhou (China). Außerdem startete MD im Jahr 2020 erste Vertriebsaktivitäten in Japan. Um dem weltweiten Wachstum weiterhin gerecht werden zu können, wurden 2023 die Erweiterungen der beiden Werke in Changzhou (China) und Leon (Mexiko) angestoßen.
Das Standortnetzwerk der MD Gruppe umfasst neben der Firmenzentrale in Waldkraiburg Produktionswerke in Tschechien (Chotěšov), Bulgarien (Vratsa), China (Peking und Changzhou) sowie Mexico (León). Außerdem betreibt MD Vertriebsniederlassungen sowie Tech Offices in München, Stuttgart, Ingolstadt, Köln, Paris, Detroit, San Jose, Changchun, Shanghai, Shenzhen, Seoul und Tokyo. Insgesamt beschäftigt das Unternehmen rund 6000 Mitarbeiter.

## Produkte
Das Produktportfolio von MD Elektronik umfasst die Entwicklung und Fertigung von Datenleitungen und Elektronikbauteilen:
- Koaxialkabel für automobile Hochfrequenzanwendungen wie Radio, Navigation, Mobilfunk, Kameras, Bluetooth und WLAN.
- Multi-Core-Leitungen für Anwendungen wie Ethernet, Kameras und USB-Verbindungen
- Elektronikleitungen und -module zur Verbindung von Fahrzeugen mit externen Endgeräten mit Schnittstellen wie AUX und USB.
- Leitungen für die Fahrwerksverkabelung zur Anbindung von Drehzahlsensoren, Beschleunigungssensoren, Bremsverschleißgeber sowie Kick-Sensoren zum Öffnen des Kofferraums.